# Ramiro Saraiva Guerreiro
Ramiro Elísio Saraiva Guerreiro (em grafia antiga Ramiro Elysio Saraiva Guerreiro) GCC • GCSE • GCIH • GCM (Salvador, 2 de dezembro de 1918 — Rio de Janeiro, 19 de janeiro de 2011) foi um advogado e diplomata brasileiro.
Foi ministro das Relações Exteriores do Brasil entre 1979 e 1985, durante o governo João Figueiredo.

## Biografia
Formado em direito pela Universidade do Brasil (atual Universidade Federal do Rio de Janeiro - UFRJ) em 1939, fez em seguida o curso de prática consular e história da cartografia política do Brasil do Instituto Rio Branco.
Em 1946 serviu na missão brasileira junto à Organização das Nações Unidas (ONU) em Nova Iorque, como terceiro-secretário. Entre 1950 e 1952 serviu na Bolívia.
Em 1953 transferiu-se para Madri, onde permaneceu, como segundo secretário, até 1956, quando foi transferido para a embaixada do Brasil em Washington, onde permaneceu até 1960.
Em 1968 chefiou a delegação do Brasil à III Sessão do Comitê das Nações Unidas sobre o Fundo do Mar.
Em abril de 1974, pouco depois de o general Ernesto Geisel ser empossado na presidência da República, assumiu a Secretaria-Geral das Relações Exteriores, em substituição ao embaixador Jorge Carvalho e Silva, subordinado ao chanceler Azeredo da Silveira. Permaneceu no cargo até março de 1978, quando foi designado para ocupar a embaixada do Brasil na França, em substituição ao ex-ministro da Fazenda Antônio Delfim Neto. 
Foi empossado como chanceler em março de 1979, juntamente com o presidente João Batista Figueiredo e o restante do ministério. 
Deixou o Ministério das Relações Exteriores em 15 de março de 1985, no fim do governo Figueiredo, tendo sido substituído por Olavo Setúbal. No início de abril assumiu a embaixada brasileira em Roma, permanecendo na Itália até janeiro de 1987.
Durante os anos 1970 e 1980, Guerreiro foi um dos defensores do chamado pragmatismo responsável nas relações exteriores, priorizando as relações sul-sul. Em 1980, fez também uma histórica viagem de contatos à África, incluindo Tanzânia, Zâmbia,  Zimbábue, Angola e Moçambique,  que recentemente se haviam libertado do domínio colonial.
Um dos momentos mais importantes da política "terceiromundista" do Itamaraty foi o pronunciamento do presidente Figueiredo na abertura da 37ª Assembléia Geral da ONU em setembro de 1982, quando o presidente  leu  um discurso preparado por Saraiva Guerreiro, questionando a ordem econômica mundial e preconizando o fim das barreiras comerciais impostas pelos países industrializados, a redução dos juros internacionais e a necessidade de novos investimentos nos países em desenvolvimento. O discurso também defendia a "interdependência solidária
entre a América Latina, a África e a Ásia", condenando a interferência estrangeira no Afeganistão e na América Central. Ratificando posições anteriores, o Brasil também reconheceu o direito do povo palestino a um Estado soberano e da Argentina sobre as ilhas Malvinas. Em 1983, Guerreiro foi um dos articuladores do Grupo de Cartagena, movimento de países latino-americanos que procurou estabelecer estratégias comuns nas negociações da dívida externa. A posição dos barbudinhos do Itamaraty  contrariava a equipe econômica do governo, chefiada pelo então ministro do Planejamento, Delfim Neto (1979-1985).
No final de sua carreira, já no governo Sarney (1985-1990), foi nomeado embaixador extraordinário para assuntos da dívida externa — quando o Brasil já havia declarado unilateralmente a moratória, em fevereiro de 1987 — e defendeu a adequação do país às normas do Fundo Monetário Internacional, posição que acabou prevalecendo. A moratória acabou em setembro de 1988.
A 26 de Fevereiro de 1975 foi agraciado com a Grã-Cruz da Ordem Militar de Cristo, a 20 de Dezembro de 1977 foi agraciado com a Grã-Cruz da Ordem do Infante D. Henrique, a 15 de Setembro de 1981 foi agraciado com a Grã-Cruz da Ordem Militar de Sant'Iago da Espada e a 16 de Março de 1982 foi agraciado com a Grã-Cruz da Ordem do Mérito de Portugal.
Saraiva Guerreiro retirou-se da vida pública em 1992, ano em que lançou o livro Lembranças de um empregado do Itamaraty. Era casado com Maria da Glória Vallim Guerreiro e tinha dois filhos — Rosa Maria e Antonio José Vallim Guerreiro, que também é diplomata.
Morreu em 2011, no Rio de Janeiro aos 92 anos. Na ocasião, a então presidente Dilma Rousseff (PT), lamentou em nota a morte do diplomata, "Guerreiro foi um exemplar defensor da diplomacia multilateral, das relações com os países do sul e dos fundamentos da política externa independente do Brasil".